# RTNC
RTNC (tiếng Pháp: Radio-Télévision nationale congolaise) là đài truyền hình công cộng quốc gia thuộc sở hữu của chính phủ Cộng hòa Dân chủ Congo. Thành lập vào ngày 17 tháng 5 năm 1997. RTNC phát sóng ba ngôn ngữ chính là tiếng Anh, tiếng Pháp và tiếng Lingala.

## Kênh truyền hình và phát thanh

### Kênh truyền hình
- RTNC 1: Kênh truyền hình thiết yếu, tổng hợp các tin tức trong nước.
- RTNC 2: Kênh truyền hình giải trí

### Các đài phát thanh địa phương
- RTNC Chaîne nationale
- RTNC Kinshasa
- RTNC Bandundu
- RTNC Bukavu
- RTNC Goma
- RTNC Kat (Lubumbashi)
- RTNC Kindu
- RTNC Kisangani
- RTNC MbujiMayi
- RTNC Mbandaka